# Bulbophyllum trachypus
Bulbophyllum trachypus är en orkidéart som beskrevs av Rudolf Schlechter. Bulbophyllum trachypus ingår i släktet Bulbophyllum och familjen orkidéer. Inga underarter finns listade i Catalogue of Life.